# Stawiany (Sainte-Croix)
Pour les articles homonymes, voir Stawiany.
Stawiany est une localité polonaise de la gmina de Kije, située dans le powiat de Pińczów en voïvodie de Sainte-Croix.